# Les Cabannes (Ariège)
Les Cabannes (okzitanisch Las Cabanas) ist ein Ort und eine südfranzösische Gemeinde (commune) mit 330 Einwohnern (Stand 1. Januar 2022) im Département Ariège.

## Lage
Der Ort Les Cabannes liegt in einer Höhe von etwa 535 Metern ü. d. M. zu Füßen der Pyrenäen, am Fluss Ariège und seinem Zufluss Aston. Die Kleinstadt Ax-les-Thermes ist etwa 16 Kilometer (Fahrtstrecke) in südöstlicher Richtung entfernt; die Städte Foix und Pamiers befinden sich 27 bzw. 47 Kilometer nordwestlich.

## Bevölkerungsentwicklung
| Jahr      | 1962 | 1968 | 1975 | 1982 | 1990 | 1999 | 2006 | 2019 |
| Einwohner | 437  | 444  | 470  | 469  | 332  | 359  | 334  | 337  |

Im 19. Jahrhundert hatte der Ort zumeist zwischen 450 und 650 Einwohner. Die Mechanisierung der Landwirtschaft führte im ausgehenden 19. und in der ersten Hälfte des 20. Jahrhunderts zu einem Verlust an Arbeitsplätzen und in der Folge zu einem Rückgang der Einwohnerzahlen, der jedoch durch die zentrale Lage des Ortes ausgeglichen werden konnte.

## Wirtschaft
Die Einwohner von Les Cabannes lebten weniger von der Landwirtschaft als von der Forstwirtschaft sowie von Handwerk und Handel. Im ausgehenden Mittelalter ist die Goldwäscherei im Flussbett der Ariège erwähnt; außerdem standen hier mehrere Wassermühlen bzw. mit Wasserkraft betriebene Sägewerke.

## Geschichte
Les Cabannes war lange Zeit Bestandteil des Nachbarorts und der Kastellanei von Château-Verdun; im Jahr 1224 wird es als Besitz der Abtei Saint-Volusien in Foix erwähnt.

## Sehenswürdigkeiten
- Die Lage des Ortes zu Füßen eines 1484 Meter hohen Bergstocks (Massif du Quié) ist die größte Sehenswürdigkeit.
- Die Pfarrkirche Saint-Martial ist ein Bau des 18. Jahrhunderts; das Innere wurde im 19. Jahrhundert ausgemalt.